# Клеф
Клеф (лат. Clef; убит в 574) — король лангобардов с 572 или 573 года, преемник Альбоина, основателя Лангобардского королевства. Согласно «Эдикту Ротари», представитель рода Белеев.

## Биография
Клеф не был кровным родственником Альбоина, но так как у короля лангобардов не было сыновей, престол перешёл к Клефу. По сообщению Павла Диакона, он правил восемнадцать месяцев.
Клеф отличался суровым нравом, вёл постоянные войны с Византией за господство на Апеннинском полуострове. При Клефе лангобарды вели успешные военные действия в Тоскане и Кампании. В 572—575 годах лангобарды совершили несколько вторжений в бургундские области Франкского государства, однако они были отражены франками. Вероятно, в ответ на убийство Альбоина Клеф начал репрессии против италийцев, во время которых были казнены множество как знатных византийцев, так и лиц из более низких социальных слоёв. Однако уже в 574 году король лангобардов вместе с женой Масаной был убит мечом своим слугой.
После смерти Клефа в Лангобардском королевстве на десять лет установилось междуцарствие (так называемое «Правление герцогов»), после которого в 584 году престол занял сын Клефа Аутари, правивший до своей смерти в 590 году.